# Ionoscopiformes
Die Ionoscopiformes sind eine ausgestorbene Ordnung der Knochenfische (Osteichthyes). Sie lebten vom Unterjura bis zur Oberkreide.

## Merkmale
Die Ionoscopiformes besaßen einen V-förmigen Rostralknochen, der seitlich hornartig auslief. Ein spezieller Hautknochen („dermosphenotic bone“), der auf der Kopfoberseite hinter den Augenhöhlen lag, bildete einen Teil des Schädeldachs. Ein Auswuchs dieses Knochens war Teil der Augenhöhlen und enthielt eine Sinnesrinne, ebenso wie ein weiterer besonderer Knochen („supraotic bone“) auf der hinteren Mitte des Gehirnschädels, der bei ausgestorbenen Fischen aus der Unterklasse der Neuflosser auftritt. Das Scheitelbein war relativ lang, es war länger oder ebenso lang wie breit. Die Augen waren von einem Knochenkranz geschützt. Der Vorkiemendeckel war lang, schmal und halbmondförmig. Die Fische besaßen zahlreiche Neuralfortsätze (Supraneuralia).

## Äußere Systematik

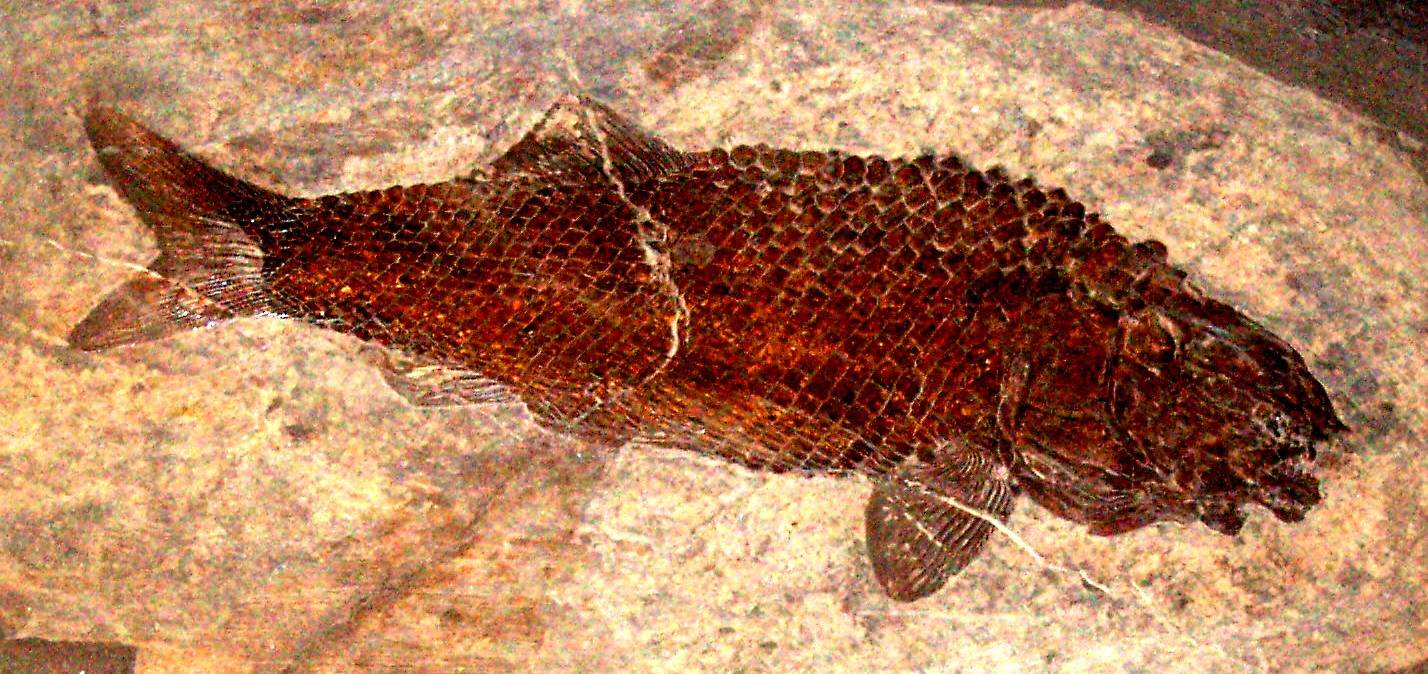
Heterolepidotus pectoralis im Museo dei Fossili di Besano

Zusammen mit der ausgestorbenen Knochenfischordnung Parasemionotiformes, den Bogenflossern (Amiiformes), die bis auf eine Art, den nordamerikanischen Kahlhecht (Amia calva) ebenfalls ausgestorben sind, und den Echten Knochenfischen (Teleostei), die den größten Teil der heutigen Fischfauna stellen, bilden die Ionoscopiformes das Taxon Halecomorphi, das die Schwestergruppe der Ginglymodi (Knochenhechte) ist.

## Innere Systematik
- Familie Ionoscopidae Lehman, 1966
  - Ionoscopus Thiolliére, 1858
  - Oshunia Wenz & Kellner 1986

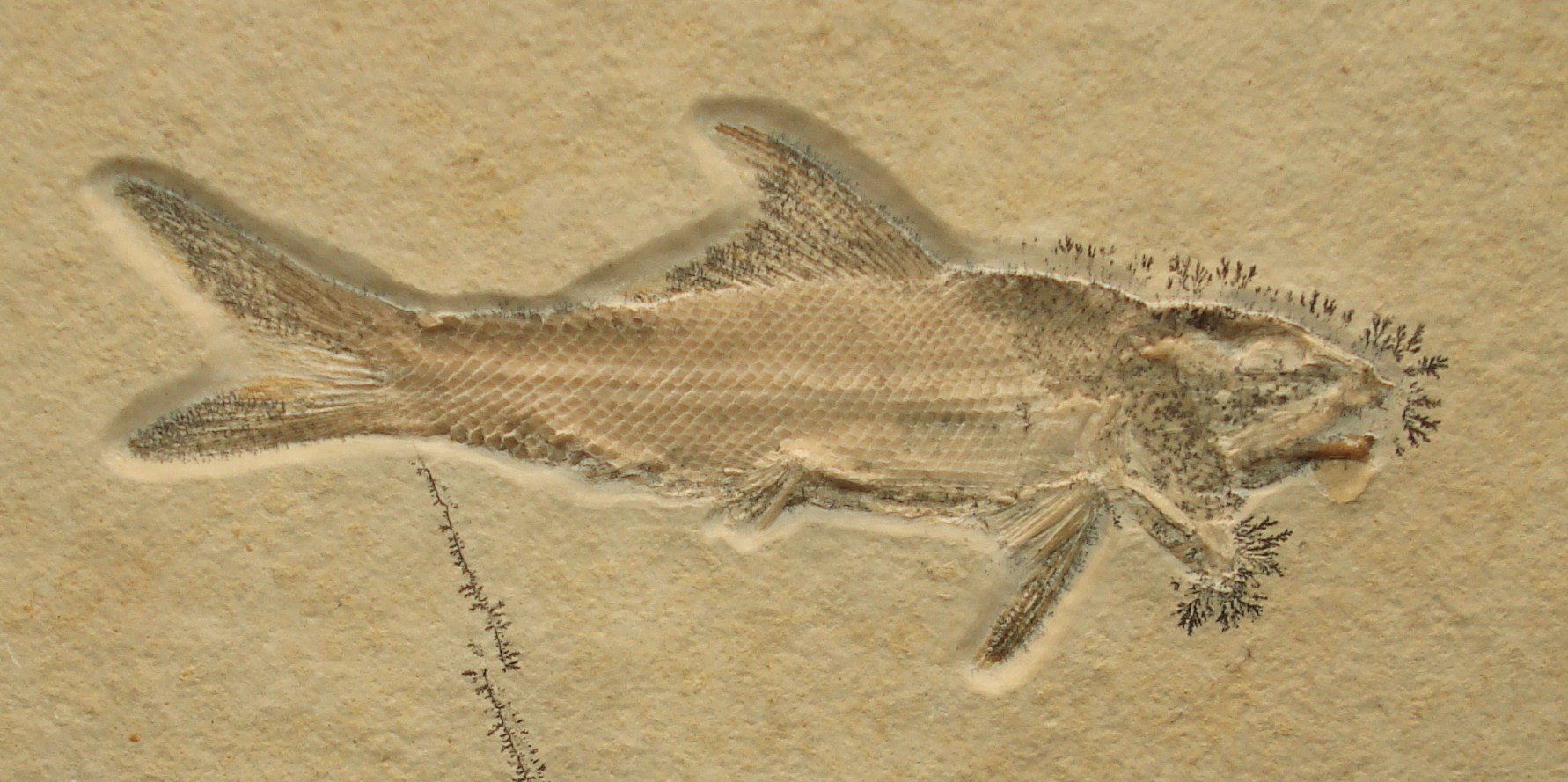
Ophiopsis procera im Bürgermeister-Müller-Museum in Solnhofen

  - Quetzalichthys Alvarado-Ortega & Espinosa-Arrubarrena 2008
- Familie Ophiopsidae Grande & Bemis, 1998
  - Brachyichthys Winkler, 1862
  - Furo Gistel, 1848
  - Heterolepidotus Egerton, 1872
  - Macrepistius Cope, 1894
  - Neorhombolepis Woodward, 1888
  - Ophiopsis  Agassiz, 1834
  - Osteorhachis Egerton, 1868
  - Teoichthys Applegate, 1988
- incertae sedis
  - Placidichthys Brito, 2000